# Catalogo

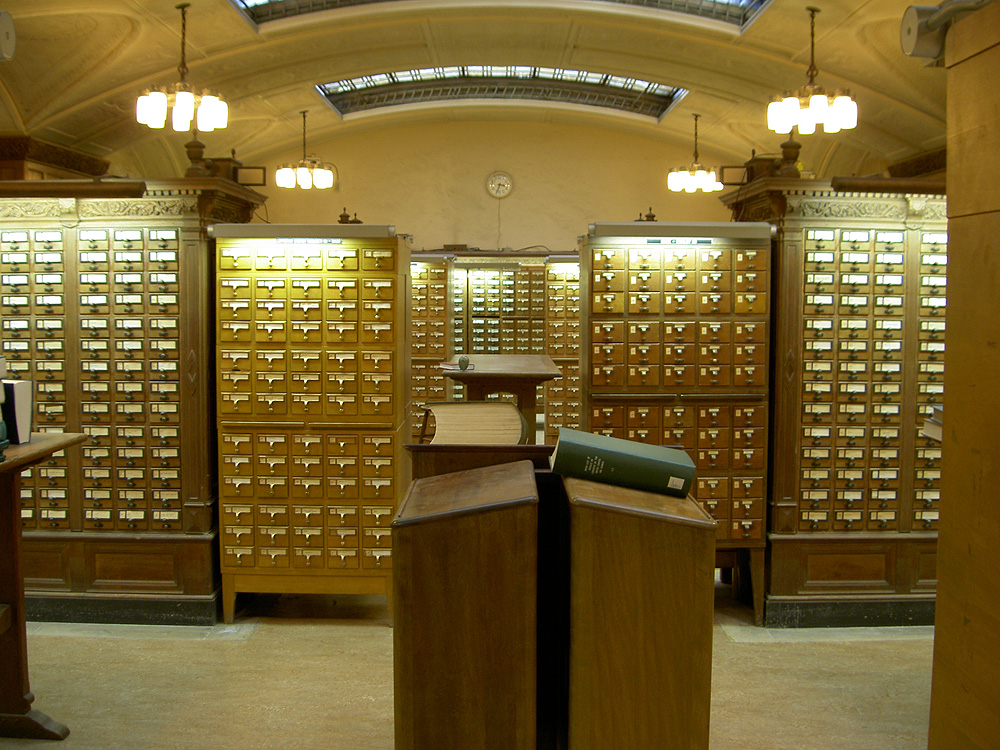
Catalogazione a schede presso la Yale University SML

Il catalogo è un elenco ordinato e sistematico di più oggetti della stessa specie, come per esempio libri, opere d'arte, prodotti artigiani o industriali, con le indicazioni atte a individuarli e talora, come nei cataloghi di vendita, con il prezzo segnato (in questo caso si parla di prezzario).

## Storia

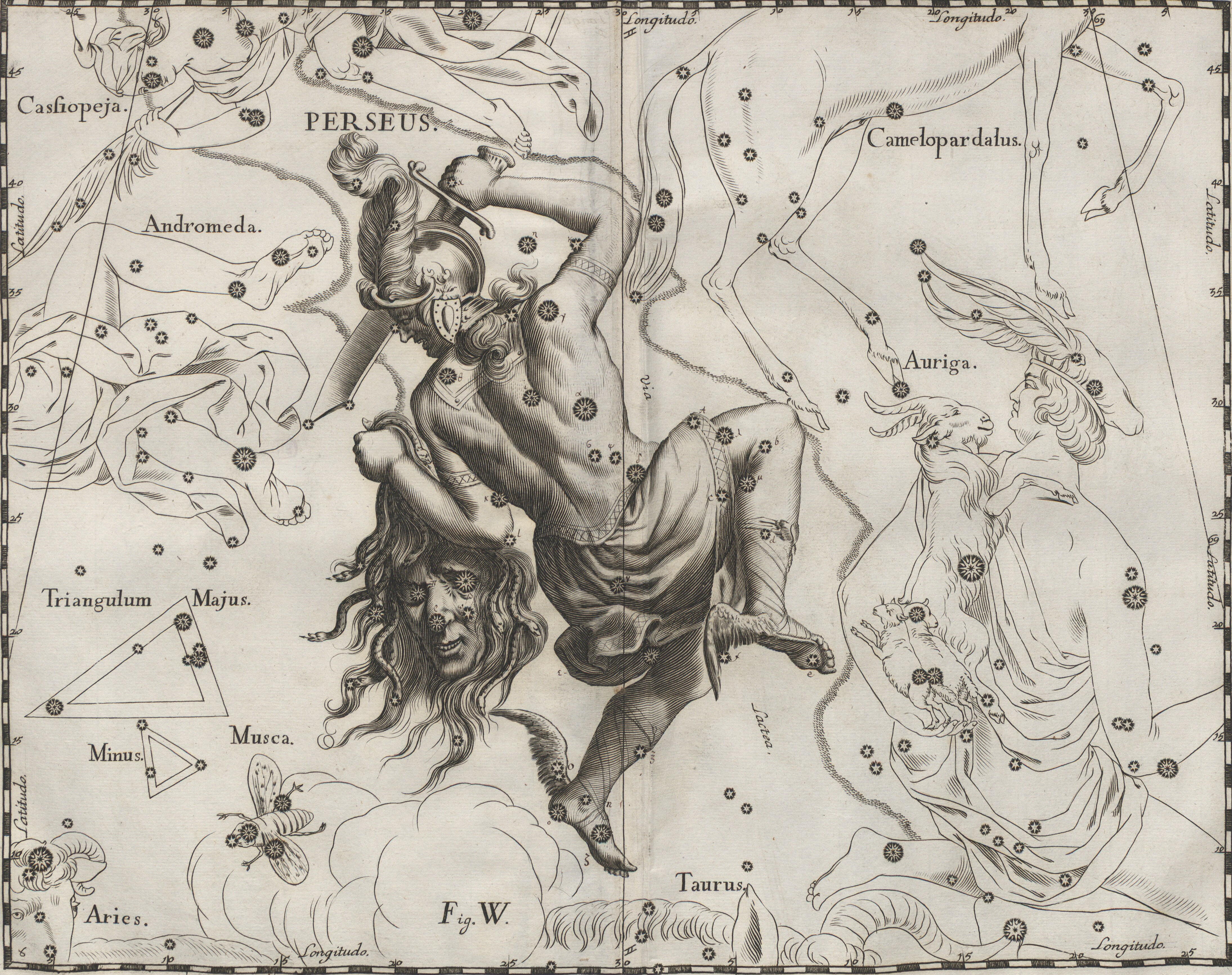
Costellazione di Perseo tratta da Uranographia, catalogo astronomico di Johannes Hevelius, 1690

Il termine, derivante dal greco, già nell'antichità classica veniva applicato ad un elenco di cose o di persone. Gli antichi grammatici indicarono con la parola catalogo, l'elenco delle truppe achee fornito da Omero nell'Iliade, mentre invece Senofonte indicò come quelli del catalogo i cittadini ricchi e importanti.
Le biblioteche antiche di Babilonia, di Ninive, di Atene, di Cartagine e di Alessandria d'Egitto comprendevano già un catalogo, e anzi quello alessandrino fu compilato da Callimaco ed era già di tipo alfabetico. Se durante il Medioevo le grandi raccolte monastiche di Cluny e di Montecassino erano gestite da semplici elenchi, dall'umanesimo in poi nacque la necessità di conferire ai cataloghi una maggiore sistematicità.
Il primo catalogo moderno fu istituito a Parigi nel 1611 ed era un elenco di medaglie e di altri oggetti antichi, ma la vera e propria mania di catalogare con criteri moderni gli oggetti sbocciò verso la metà del Seicento, quando si diffusero i cosiddetti cataloghi ragionati, includenti anche note biografiche dell'artista e descrizioni dell'oggetto accompagnate da spiegazioni e commenti. In Italia i primi cataloghi artistici sorsero verso la fine del Settecento e furono quello del Museo Vaticano e della Galleria di Mantova.
Intorno alla fine dell'Ottocento si diffuse in Inghilterra anche il catalogo di vendite, per iniziativa di un gruppo di artisti, nell'ambito di una mostra. Nel settore delle biblioteche bisogna distinguere il catalogo dall'inventario e il catalogo dalla bibliografia. Per arrivare a definire una scienza della catalogazione, dobbiamo attendere alla metà dell'Ottocento e alle 91 regole di catalogazione che Antonio Panizzi fece approvare per il British Museum e che rappresentò la base per il codice di regole che fu esteso un po' in tutto il mondo nei decenni successivi.